# Jan van den Berg (voetballer)
Johannes Jacobus van den Berg (Haarlem, 22 augustus 1879 - Zandvoort, 21 december 1951) was een Nederlands voetballer.
Van den Berg speelde vanaf 1895 voor HFC Haarlem en maakte op 24 november 1895 zijn debuut tegen Quick Amersfoort. Van den Berg scoorde het enige Haarlemse doelpunt in deze wedstrijd. Hij was in 1898 de eerste speler van die club die in het, toen nog onofficiële, Nederlands voetbalelftal speelde. In 1899 maakt hij het enige Nederlandse doelpunt in de met 6-1 verloren wedstrijd tegen Engeland. Vanaf 1905 werden er officiële wedstrijden van het Nederlands elftal gespeeld en Van den Berg kwam toen niet meer in actie. Wel maakte hij deel uit van de selectie voor de Olympische Zomerspelen in 1908 maar kreeg, omdat hij niet gespeeld had, geen bronzen medaille uitgereikt. Door een chronische knieblessure verloor hij zijn basisplaats in 1908. Van den Berg was van 1906 tot 1920 voorzitter van HFC Haarlem.
Van den Berg was van 1920 tot januari 1947 directeur van de Maatschappij Het Nederlandsch Sportpark, beheerder van het Olympisch Stadion (Amsterdam) en zijn voorganger, het stadion van Harry Elte.